# Coxaldrüse

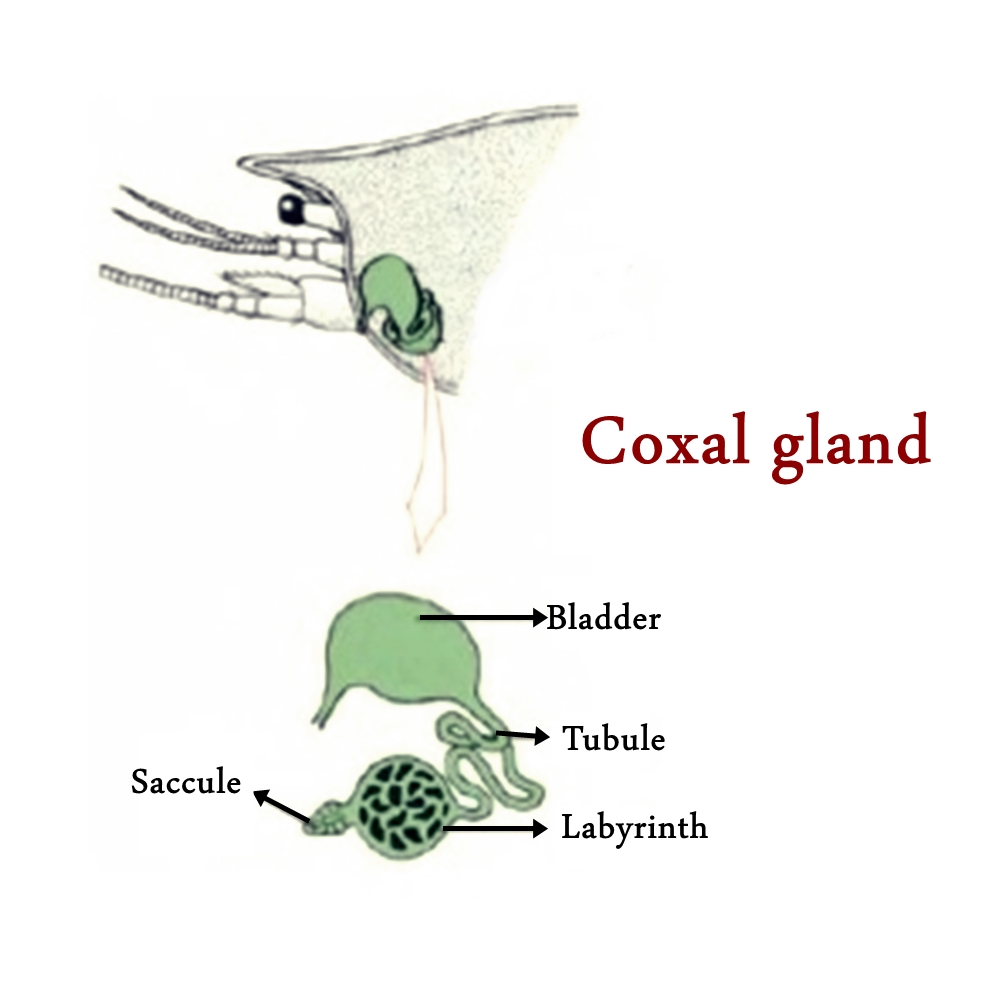
Coxal gland and its components

Coxaldrüsen (Coxalnephridien) sind Exkretionsorgane der Euchelicerata (Spinnentiere und Schwertschwänze), die sich aus den für die Gliederfüßer ursprünglichen segmentalen Metanephridien entwickelt haben. Ihre Ausgänge befinden sich an den Coxae (Hüften) der Laufbeine, daher der Name. Coxaldrüsen treten in ein bis zwei Segmenten des Vorderkörpers auf.
Die Coxaldrüsen entsprechen bei den Krebstieren den Antennen- und Maxillendrüsen, die nur im Kopfbereich an den entsprechenden Stellen münden. Für ursprüngliche Myriapoda, wie auch bei den modernen Chilopoda und Symphyla, werden 2 Paar Maxillendrüsen angenommen, bei den Diplopoda wurden diese auf ein Paar reduziert. Auch die ursprünglichen Insekten besitzen ein Paar Maxillendrüsen, die an der zweiten Maxille, hier Labium genannt, münden. Bei weiterentwickelten Insekten haben sich aus diesen wahrscheinlich die Speicheldrüsen entwickelt.